# Canyon Lake
Canyon Lake – jednostka osadnicza w Stanach Zjednoczonych, w stanie Teksas, w hrabstwie Comal.